# Christoph Knasmüllner
Christoph Knasmüllner (Vienna, 30 aprile 1992) è un calciatore austriaco, centrocampista o attaccante del Stripfing.

## Palmarès

### Club

#### Competizioni nazionali
- III liga: 1

Wieczysta Cracovia: 2023-2024 (Gruppo IV)